# Helen DeWitt
Œuvres principales
- Le Dernier Samouraï (en)
- Lightning Rods (en)

Helen DeWitt, née en 1957 à Takoma Park aux États-Unis, est une romancière américaine. Elle publie en 2000 Le Dernier Samouraï (en), en 2012, Lightning Rods (en) et en 2008, avec la journaliste australienne Ilya Gridneff, Your Name Here.

## Source de la traduction
- (en) Cet article est partiellement ou en totalité issu de l’article de Wikipédia en anglais intitulé « Helen DeWitt » (voir la liste des auteurs).